# Плутон (геология)
Плуто́н (или плутонический массив) — общий геологический термин для обозначения крупных самостоятельных тел глубинных изверженных пород (магматические тела). Большинство плутонов имеют собственные географические названия.

## История

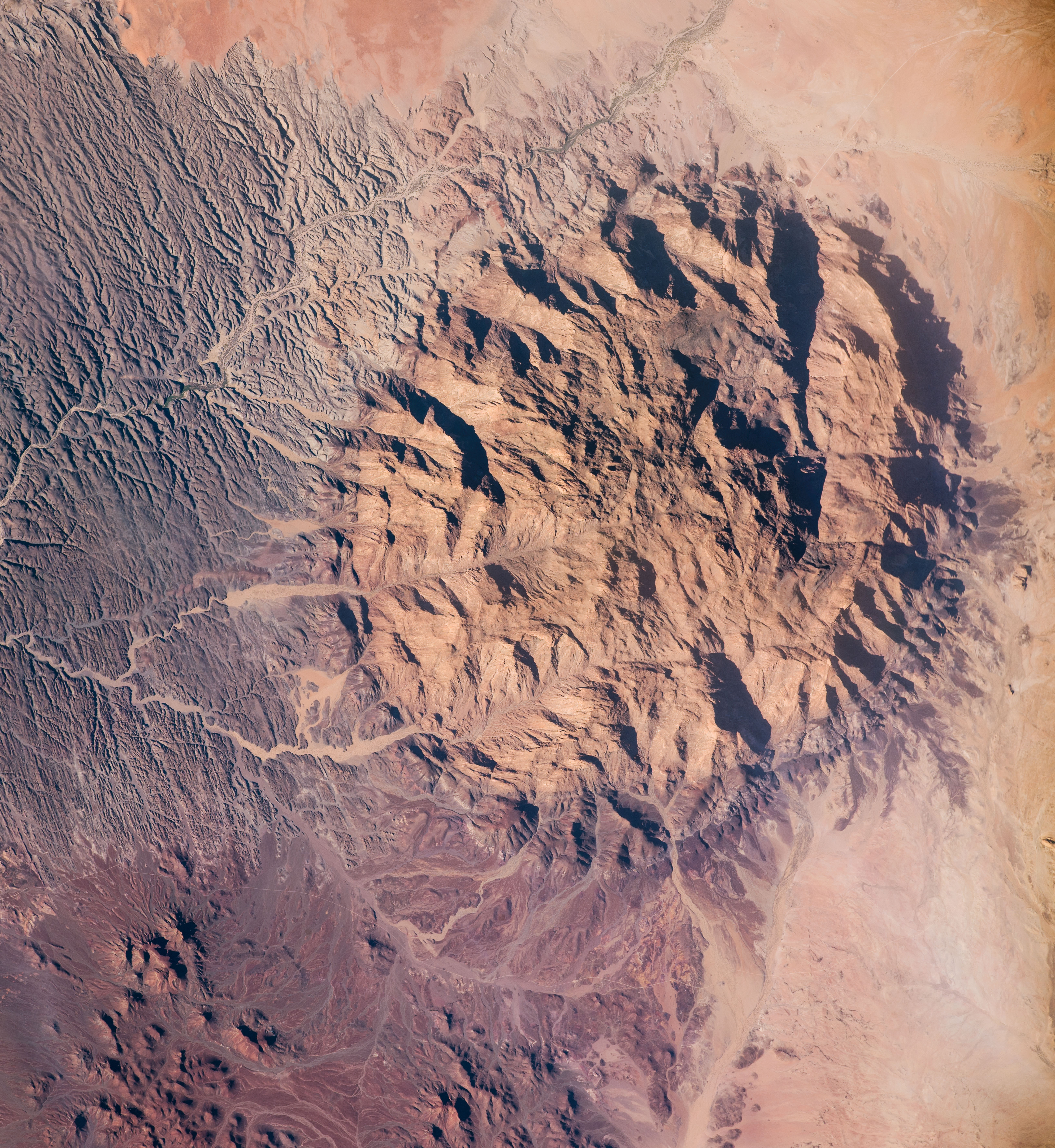
Плутон из космоса, Намибия

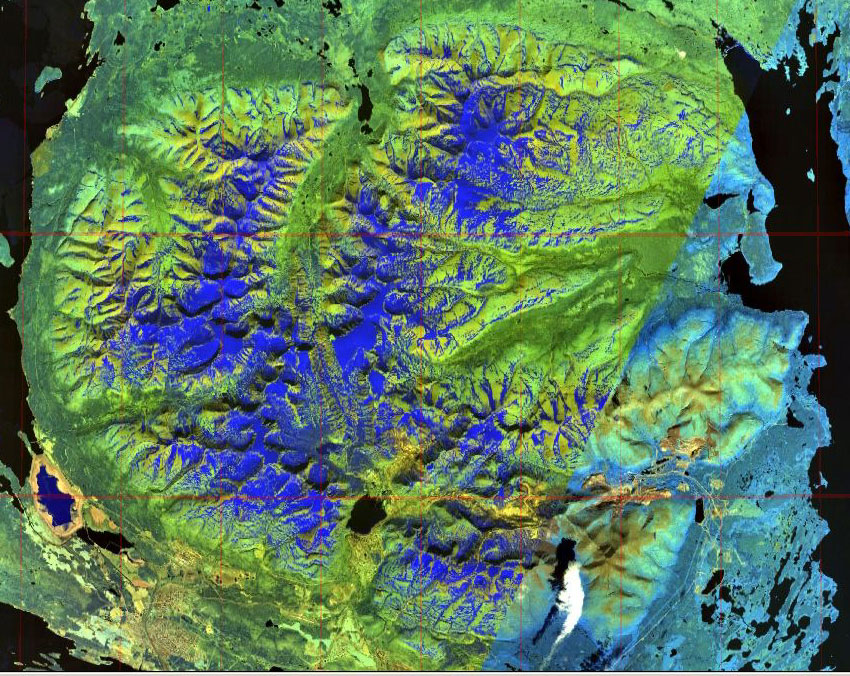
Хибины из космоса

Термин возник в начале XIX века во времена геологических дискуссий между нептунистами и плутонистами. От имени бога подземного царства Плутона.
Первоначально термин «плутон» употреблялся как общее название крупных магматических интрузий, предположительно кристаллизовавшихся на глубине. В последнее время термин используют для обозначения чётко обособленных гранитных массивов с резкими контактами и хорошо выраженным термальным ореолом в зоне регионального метаморфизма.

## Описание
Плутонические массивы образуются при застывании магмы в верхних слоях земной коры. Магма проникает из нижней части коры или из мантии.
К плутонам можно отнести различные самостоятельные интрузивные сравнительно крупные массивы, не имеющие связи с дневной поверхностью Земли. Форма массивов различна в зависимости от структуры вмещающих пород.
Хибинский массив — крупнейший щелочной плутон мира. Его площадь составляет 1327 квадратных километра.

## Классификация
По размерам, форме и залеганию в земной коре различают:
- батолиты — огромные гранитоидные массивы;
- лакколиты — куполообразные изверженные тела, залегающие среди осадочных пород;
- лополиты — большие чашеобразные магматические тела, залегающие среди осадочных пород;
- факолиты — интрузивные тела, залегающие в сводах антиклиналей или в мульдах синклиналей;
- дайки и пластовые жилы;
- другие.

По времени образования выделяются:
- преорогенные — внедрившиеся в осадочные породы до осадкообразующих движений;
- синорогенные — внедрившиеся во время складкообразования;
- посторогенные — внедрившиеся после складкообразования.